# JR九州815系電聯車
JR九州815系電聯車（日語：815けいでんしゃ），是九州旅客鐵道（JR九州）的交流電傳動近郊形電車車種之一。1999年10月1日，豐肥本線（熊本～肥後大津）的電化區段通車，815系亦開始投入營運服務。

## 概要
採用日立製作所獨有的摩擦攪拌接合（FSW）方式而製造的鋁合金擠出加工大型材雙皮層（Double skin）構體材料車身，比之前的813系更加輕量化。動力控制方式為VVVF逆變器控制。車內根據單元化製造工序的合理化安排，作為JR九州開業以來的新型車輛，首次採用對向座位。同時，該公司第一次使用了IGBT器件的交流再生制動的主變換裝置，亦為同公司首種採用「單一主控制桿」的車輛。基本編組為2輛編組，支援單人運轉。由於FSW方式的車身製造和內部裝飾的單元化沿自日立製作所的A-train系列，大部份車輛均為日立製作所製造，不過只有N26編組為小倉工場製造。這個車輛的設計概念也被817系繼承，主要用於淘汰老舊的423系、日本國鐵457系電聯車。

## 運用
熊本地區（熊本鐵道事業部熊本運輸中心所屬）
- 15編組（NT1～14、27編組。而NT7~10編組屬於豐肥本線高速鐵道保有株式會社所擁有）配置。
- 鹿兒島本線鳥栖站～八代站，豐肥本線熊本站～肥後大津站的普通列車所使用。

大分地區（大分鐵道事業部大分運輸中心所屬）
- 11編組（No16~26編組）配置。
- 日豐本線（中津～佐伯）的普通列車所使用。